# La recerca del foc
La recerca del foc (títol original: La Guerre du feu) és una pel·lícula d'aventures prehistòriques franco-canadenca dirigida per Jean-Jacques Annaud, estrenada l'any 1981. És una adaptació de la novel·la homònima escrita l'any 1909 per J.-H. Rosny. La pel·lícula va ser doblada al català.

## Argument
Al paleolític, la tribu dels Ulam coneix l'ús del foc i sap conservar-lo però no sap produir-lo. Els membres de la tribu dels Wagabou envaeixen el territori dels Ulam i esclata una batalla. Els Wagabou són representats com salvatges pròxims als animals, coberts de pèls, i res no indica que sàpiguen fer servir estris avançats o el foc i la llengua que fan servir és molt rudimentària. Malgrat tot, són els que guanyen gràcies a l'avantatge en nombre, la seva força brutal i les seves astúcies estratègiques. Un grupet dels Ulam aconsegueix fugir però deixa els ferits pel camí. El guardià del foc fuig també amb una mica del foc (la resta l’han robat els Wagabou), però al final l'apaga per accident, en el mateix moment en què un membre troba els supervivents de la tribu. Sense foc, vet-los aquí condemnats a morir de fred i de fam. Els Ulam no volen pas tornar al canibalisme i decideixen d'enviar tres d'ells ~Naoh (Everett McGill), Amoukar (Ron Perlman) i Gaw (Nameer El-Kadi)~ a cercar el foc, una gesta plena de perills. En el seu viatge, trobaran diverses espècies de bèsties salvatges, entre les quals dents de sabre, així com d'altres espècies primitives d'éssers humans.

## La qüestió del realisme
La promoció de la pel·lícula va posar per davant que les situacions i tries de la posada en escena no eren contràries als coneixements científics de l'època. Tanmateix, nombrosos punts no concorden, de vegades profundament, amb les dades disponibles en el moment de la realització de la pel·lícula.
- L'acció està situada fa 80.000 anys i associa espècies humanes no contemporànies, en boscos caducifolis com si fos Europa. Els Ulam (Oulhamr en la novel·la original de J.-H. Rosny) i els Kzamm presenten trets anatòmics que recorden els Neandertals i els Ivaka evoquen homes anatòmicament moderns (Homo sapiens). Hi ha la presència d'una altra espècie desapareguda en aquesta època (Wagabou, Homo erectus).
- La importància del foc, com a agent de subsistència del grup que els protegeix del fred i allunya les bèsties ferotges, aixeca potser més del clixé i de la imaginació condicionada que de la realitat prehistòrica: el gènere Homo va aparèixer fa més de 3 milions d'anys i els seus representants han sobreviscut sense foc fins a - 400.000 anys en una Europa de clima més suau.
- Alguns pretenen que la noció mateixa de guerra és un anacronisme pel paleolític.[4]
- La imatge associada als humans en la pel·lícula és la d'una animalitat grollera, sense mesura amb la imatge de les produccions materials i les realitzacions conegudes dels grups humans de fa 80.000 anys: marxa i gestualització simiesca (la bipedia té més de 3 milions d'anys!), absència d'atenció pels morts (les primeres sepultures tenen 100.000 anys), estris lítics pràcticament inexistents, reflexos animals.
- Paradoxalment, una de les escasses temptatives d'humanització dels Ulam, el fàstic de l'antropofàgia, no és adquirida, ja que se'n troben testimonis tot al llarg del Paleolític i més enllà, tot i que la seva pràctica no era generalitzada.
- Els Ivaka utilitzen el propulsor, que no es coneix fins al Solutrià (-22.000/-17.000 anys).
- Finalment, els elements sobre les relacions socials i el domini masculí brutal no són evidentment sostingudes per cap argument científic.

Si La recerca del foc ha portat el gran públic a interessar-se en la Prehistòria, ha contribuït igualment a perpetuar nombrosos clixés infundats, així com una imatge poc positiva dels grups humans prehistòrics, encara ancorats en una forma de pre-humanitat bestial. Algunes de les grans etapes de l'evolució humana estan adaptades a l'escala cronològica d'un grup d'individus: descoberta de com coure la carn gràcies a un tros de carn oblidat en les cendres tota una nit; descoberta de l'exogàmia quan un protagonista és fet presoner per fecundar les dones d'un clan; « descoberta » de la posició cara a cara durant l'acte sexual; desenvolupament de l'humor (els dos episodis de la pedra rebuda sobre el cap); rebuig del canibalisme; descoberta de la medicina (amb una mixtura d'herbes); problemàtica de la transmissió o de la producció del foc, etc. Si aquesta llista de fets, que han desembocat en descobriments més grans per a l'evolució humana, és un clàssic de la ficció prehistòrica, queda molt allunyada de la realitat percebuda a través dels coneixements científics actuals. La majoria dels processos en qüestió són graduals i molt més complexos.

## Repartiment
- Everett McGill : Naoh
- Ron Perlman: Amoukar
- Nicholas Kadi : Gaw
- Rae Dawn Chong : Ika
- Gary Schwartz : Rouka
- Naseer El-Kadi : Nam
- Franck-Olivier Gorra : Aghoo
- Jean-Michel Kindt : Lakar
- Kurt Schiegl : Faum
- Brian Gill : Modoc
- Terry Fitt : Hourk
- Bibi Caspari : Gammla
- Peter Elliott : Mikr
- Michelle Leduc : Matr
- Robert Lavoie : Tsor
- Mohamed Siad Cockei : Ota Otarok
- Tarlok Sing Seva : Tavawa
- Lolamal Kapisisi : Firemaker
- Hassannali Damji : el vell a l'arbre

Tribu Kzamm
- Antonio Barichievich
- Jacques Caron
- Adrian Street
- George Buza

Tribu Wagabu
- Rod Bennett
- Jacques Demers
- Michel Drouet
- Michel Francoeur
- Charles Gosselin
- Bernard Kendall
- Benoit Levesque
- Joshua Melnick
- Jean-Claude Meunier
- Alex Quaglia

## Premis i nominacions
Font: Internet Movie Database

### Premis
- César 1982: millor pel·lícula i millor director
- Saturn Awards 1982: millor pel·lícula internacional
- Oscar 1983: millor maquillatge
- Premi Génie 1983: millor actriu per Rae Dawn Chong, millor vestuari per John Hay, millor muntatge sonor, millor so
- BAFA 1983: BAFTA al millor maquillatge i perruqueria

### Nominacions
- César 1982: millor guió original o adaptació per Gérard Brach, millor música per Philippe Sarde, millor fotografia, millor decorat
- Premi Génie 1983: millor pel·lícula, millor actor en una pel·lícula estrangera per Ron Perlman
- Globus d'Or 1983: millor pel·lícula en llengua estrangera

## Al voltant de la pel·lícula
Una primera adaptació cinematogràfica de la novel·la de J.-H. Rosny va ser dirigida l'any 1914, per l'actor i director Georges Denola.
La pel·lícula és una coproducció franco-canadenca, aprofitant noves disposicions fiscals federals canadenques d'aleshores, a la qual es van unir altres productores americanes i diverses d’europees.
El llenguatge Ulam parlat pels membres de les tres tribus d'Homo sapiens és invent del lingüista Anthony Burgess (La taronja mecànica). Tot i que els diàlegs no són intel·ligibles, han estat concebuts de manera reflexionada. Anthony Burgess ha partit de la idea que la multitud de llengües actuals provindria de molt poques llengües que en serien una fusió. Els diàlegs de la pel·lícula són llavors concebuts a partir d'una llengua inventada per Burgess que reunia l'anglès, el francès, l'italià, el portuguès...
La música de Philippe Sarde té una gran importància en la dramatúrgia de la pel·lícula, hi aporta el costat èpic i d’aventura i cobreix la pel·lícula gairebé integralment. Gravada a Londres a l'estudi Abbey Road per la London Symphonic Orchestra (LSO) al complet, a la qual s'han afegit les Percussions d'Estrasburg (6 + 3 percussionistes, una coral de 35 cantors, Michel Sanvoisin a la flauta de bec i Syrinx a la flauta de Pa.
La guerra del foc va ser un gran èxit mundial. Èxit als Estats Units : 7,13 milions d'entrades (20.959.585 de dòlars EUA, de 1982 a 2,94 $ el ticket) o segons el lloc IMDB, amb 67,4 milions de USD, entre 8,61 milions d'entrades si la xifra corregeix la inflació i 22,93 milions d'entrades si no la corregeix.